# NGC 6821
NGC 6821 ist eine Balkenspiralgalaxie mit aktivem Galaxienkern vom Hubble-Typ SBcd im Sternbild Adler am Nordsternhimmel. Sie ist schätzungsweise 74 Millionen Lichtjahre von der Milchstraße entfernt.
Das Objekt wurde am 8. August 1863 von dem Astronomen Albert Marth entdeckt.